# Marco Farfan
Marco Antonio Farfan (Portland, 12 de noviembre de 1998) es un futbolista estadounidense que juega de defensa en Tigres de la UANL En La Liga BBVA MX, internacional con la selección de fútbol de los Estados Unidos.

## Carrera deportiva
Farfan comenzó su carrera deportiva en el Portland Timbers de la MLS en 2016.

### Los Angeles F. C.
El 13 de diciembre de 2020 fichó por Los Angeles F. C..

### F. C. Dallas
El 10 de febrero de 2022, Farfan fue intercambiado al F. C. Dallas por Ryan Hollingshead.
Club Tigres
El 6 De Agosto De 2025, Farfán Fue Confirmado Como Refuerzo De Tigres de la UANL

## Carrera internacional
Farfan fue internacional sub-19 y sub-23 con la selección de fútbol de los Estados Unidos, antes de convertirse en internacional absoluto el 9 de diciembre de 2020, en un partido amistoso frente a la selección de fútbol de El Salvador.

## Clubes
| Club              | País           | Año             |
| ----------------- | -------------- | --------------- |
| Portland Timbers  | Estados Unidos | 2016-2020       |
| Los Angeles F. C. | Estados Unidos | 2021-2022       |
| F. C. Dallas      | Estados Unidos | 2022-2025       |
| Tigres de la UANL | México         | 2025-Actualidad |